# شان موريسون
شان موريسون (بالإنجليزية: Sean Morrison)‏ (8 يناير 1991 ببليموث في المملكة المتحدة - ) هو لاعب كرة قدم بريطاني في مركز الدفاع. لعب مع سويندون تاون وكارديف سيتي ونادي ريدنغ وهدرسفيلد تاون ونادي ساوثيند يونايتد.

## وصلات خارجية
- شان موريسون على موقع قاعدة بيانات كرة القدم.إي يو (الإنجليزية)
- شان موريسون على موقع Soccerbase.com (لاعب) (الإنجليزية)
- شان موريسون على موقع Soccerway.com (الإنجليزية)
- شان موريسون على موقع عالم كرة القدم.نت (الإنجليزية)
- شان موريسون على موقع AS.com (الإسبانية)